# Свети Полихроније
Светомученик Полихроније је био православни свештеник који је живео у 4. веку.

## Живот
Потиче из провинције Гамфанитис. Био је син фармера. Његов отац Варданије, надгледао је хришћанско васпитање свог сина и учио га хришћанским истинама. Полихроније је убрзо постао веома вешт бесеник и осрамотио пагане у филозофским расправама о истини и религији. Затим је отишао у Цариград, где је постао ђакон, а потом и свештеник.
Полихронијева примарна брига било је подучавање верских доктрина својих парохијана. Светитељ, који је и сам радио као земљорадник у виноградима, чинио је многа чуда, као на пример када је избио извор воде. Али када је Констанције, који је био поклоник аријанства, постао цар, Полихроније је стално наилазио на реакције и претње. Упркос прогонима и изгнанству које му је наметнуо Цар, Светитељ је остао непоколебљив у својим начелима.

## Мучеништво и сећање
Због његове храбрости и вере у Христова начела, Аријеви следбеници су планирали и успели да га убију. Једног дана док је светитељ служио, група аријанаца је упала у цркву и убола га више пута на Светом олтару. Успомену на Светитеља празнује Православна хришћанска црква у Грчкој и на Кипру 7. октобра . На Кипру, на дан његовог сећања, одржава се прослава у селима Агиос Николаос Лефконику и Меланарка Карпасија.